# 미장센

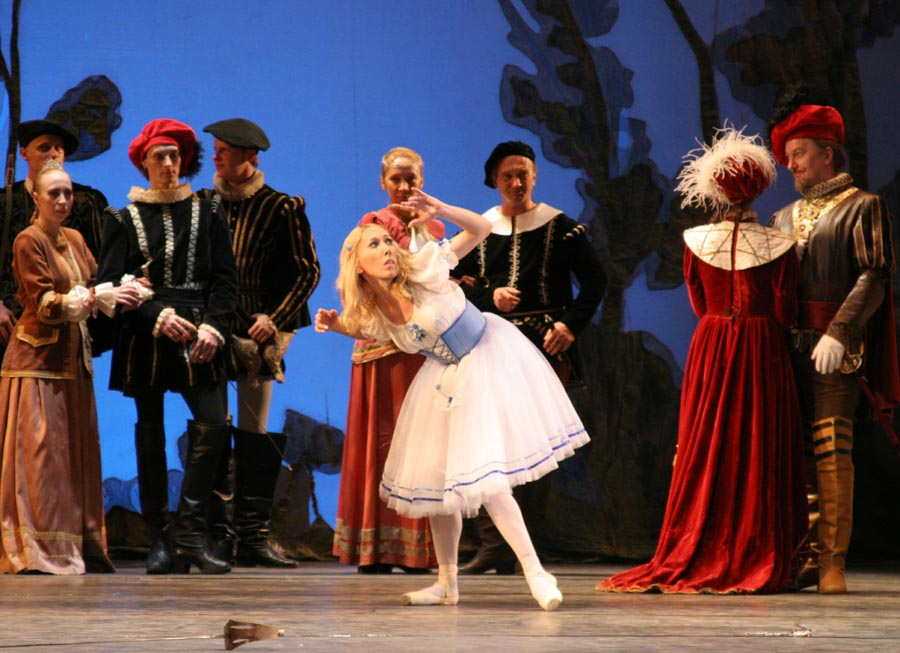

미장센(Mise-en-Scène)은 무대예술인 영화와 연극, 오페라, 뮤지컬에서 사용하는 용어로서 연출(Staging)상 '무대 위에서의 등장인물의 배치나 역할, 무대 장치, 조명 따위에 관한 총체적인 계획' 및 이러한 결과물에서의 표현을 가리킨다.  간혹 그러한 표현을 위한 또는 그러한 표현의 결과에대한 권리 및 책임을 가리키기도 한다. 프랑스어로서 현재는 전 세계에 걸쳐 통용되는 단어이다. 영어로 표기하면, "Putting on Stage"로서 직역하면, "무대에 배치한다"이다. 즉, 무대에 인물이나 사물, 조명, 의상을 어떻게 배치하는가란 물음에서 출발한 미학상 표현 개념이다. 미장센은 워낙 광범위한 뜻을 내포하므로 지금까지도 특별히 어느 한 가지 뜻만이 맞다고 정의되진 않는다.
최근에는 영화 비평계에서 주로 사용하는데 다양하게 촬영한 여러 장면을 편집(Editing)하여 표현한 영상미가 몽타주 방식이라면, 그에 대비되거나 이를 포괄하는 의미로서 미장센은 단일 화면의 연속선상에서 담는 영상미를 가리킨다. 제한된 장면 내에서 대사가 아닌, 화면 구도, 인물이나 사물 배치를 이용해 표현하는 연출자의 메시지와 미학을 말한다. 이런 미장센 개념은 프리츠 랑, F. W. 무르나우를 위시해 독일 표현주의 영화 감독들이나 프랑스등 유럽 영화감독에게서 점차 발전되었다.

## 같이 보기
- 몽타주
- 독일 표현주의
- 플롯
- 스토리텔링
- 콘티
- 400번의 구타